# Episodi di Un papà da Oscar (prima stagione)
La prima stagione della serie televisiva Un papà da Oscar è andata in onda negli Stati Uniti su Nick at Nite (Nickelodeon) dal 6 ottobre 2012. In Italia è stata trasmessa da Nickelodeon dal maggio 2016.
| n° | Titolo originale                        | Titolo italiano                  | Prima TV USA     | Prima TV Italia |
| -- | --------------------------------------- | -------------------------------- | ---------------- | --------------- |
| 1  | See Dad Run Home                        | Papà in rodaggio                 | 6 ottobre 2012   | maggio 2016     |
| 2  | See Dad Lose Janie                      | Papà perde Janie                 | 14 ottobre 2012  |                 |
| 3  | See Dad Play Coach                      | Papà fa l'allenatore             | 21 ottobre 2012  |                 |
| 4  | See Dad Rise From the Dead              | Papà è uno zombie                | 28 ottobre 2012  |                 |
| 5  | See Dad Get Wah-Wah'd                   | Papà e il nuovo show             | 4 novembre 2012  |                 |
| 6  | See Dad Meet Matthew Pearson            | Papà ti presento Matthew Pearson | 11 novembre 2012 |                 |
| 7  | See Dad One Night Only                  | Papà insegna recitazione         | 18 novembre 2012 |                 |
| 8  | See Dad Catch A Rat                     | Papà a caccia di topi            | 25 novembre 2012 |                 |
| 9  | See Dad Run Christmas Into the Ground   | Papà e le patate di Natale       | 9 dicembre 2012  |                 |
| 10 | See Dad Campaign                        | Papà e la campagna elettorale    | 17 febbraio 2012 |                 |
| 11 | See Dad Get Schooled                    | Papà torna a scuola              | 24 febbraio 2012 |                 |
| 12 | See Dad Assist Kevin                    | Papà bada a Kevin                | 3 marzo 2012     |                 |
| 13 | See Dad Run, But He Can't Hide          | Papà non è cattivo               | 10 marzo 2012    |                 |
| 14 | See Dad Get Married And Married         | Papà si risposa                  | 17 marzo 2012    |                 |
| 15 | See Dad As The Great and Powerful Hobbs | Papà, il grande Hobbs            | 31 marzo 2012    |                 |
| 16 | See Dad Play Hard to Get                | Papà è un duro                   | 7 aprile 2012    |                 |
| 17 | See Dad Get Janie Into Kindergarten     | Papà e la scuola di Janie        | 14 aprile 2012   |                 |
| 18 | See Dad Host A Playgroup                | Papà tiene testa alle mamme      | 21 aprile 2012   |                 |
| 19 | See Dad Get Attacked By Promzilla       | Papà e il ballo                  | 28 aprile 2012   |                 |
| 20 | See Dad See Through Grandma             | Papà e la nonna                  | 12 maggio 2012   |                 |

## Papà in rodaggio
- Titolo originale: See Dad Run Home
- Diretto da: Andrew Weyman
- Scritto da: Tina Albanese, Patrick Labyorteaux